# 벡델 테스트

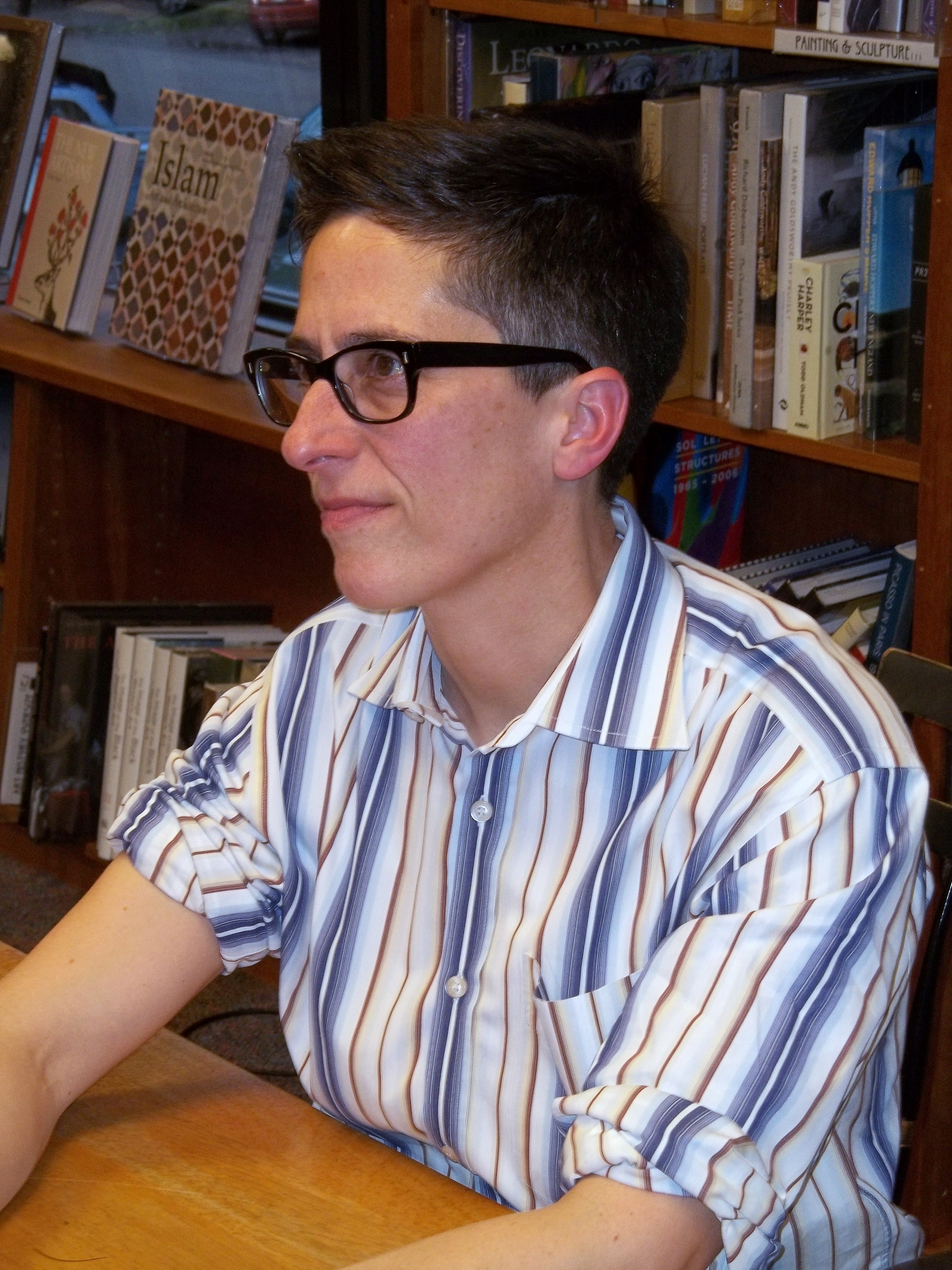
벡델 테스트는 미국의 만화가 앨리슨 벡델의 이름을 따서 만들어졌다.

벡델 테스트(Bechdel test) 또는 벡델-월리스 테스트(Bechdel-Wallace test)는 영화 산업에 있어서의 성 차별, 특히나 여성이 적게 나타나는 현상을 지적하기 위해 고안된 테스트이다. 1985년 앨리슨 벡델의 <경계해야 할 레즈비언(Dykes to watch out for)>에서 처음으로 등장했으며, 이후 2000년대에 들어 널리 논의된 후 여러 가지 변형된 테스트가 도입되었다.

## 요건
이 테스트를 통과하기 위한 최소 요건은 다음과 같은 3가지가 있다.
1. 이름을 가진 여성 캐릭터를 최소 2명 포함할 것
2. 서로 이야기를 나눌 것
3. 남성에 대한 것 이외에 다른 대화를 나눌 것.

## 역사

### 대중 소설에 묘사된 젠더

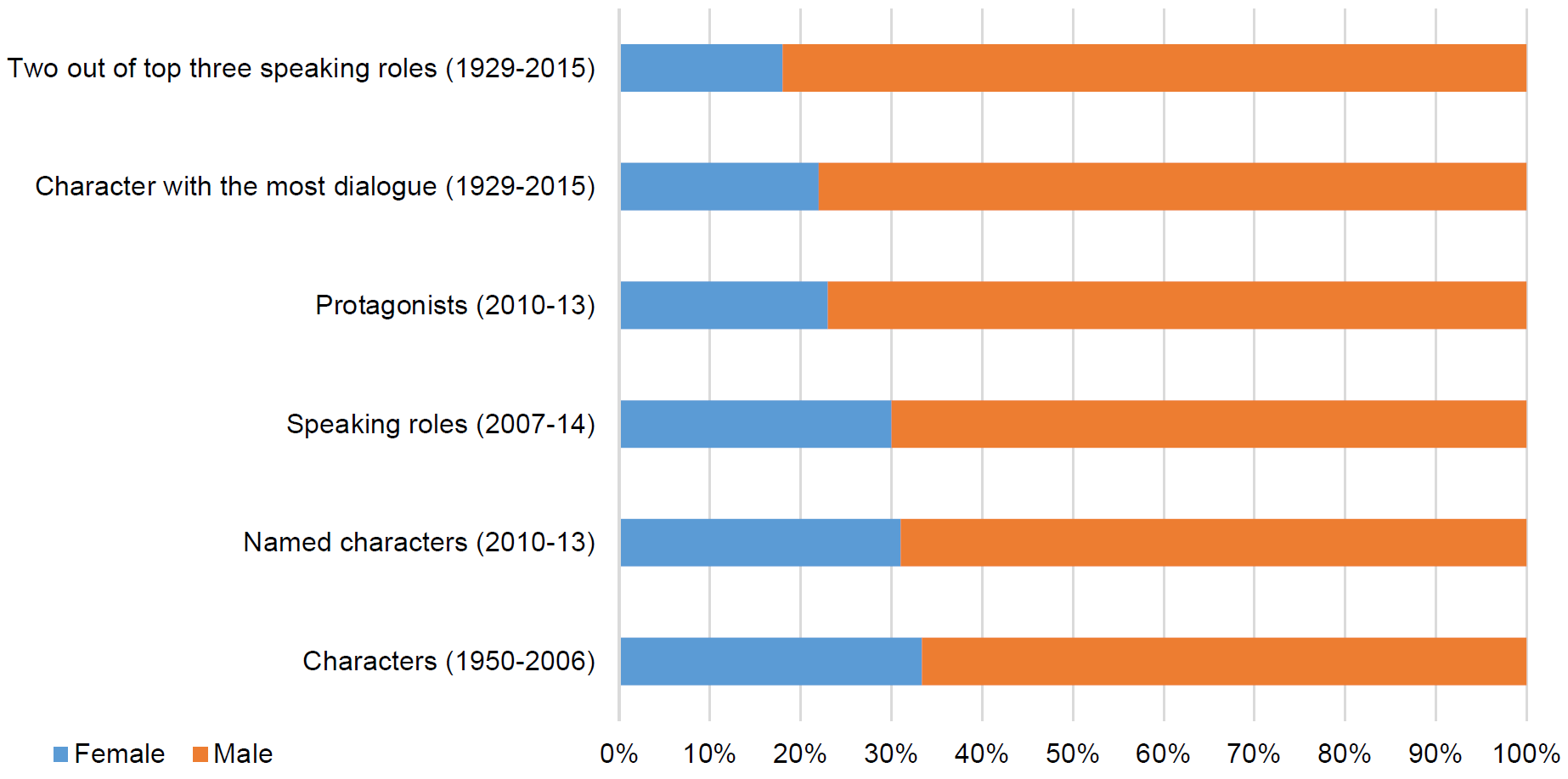
영화 속 여성 캐릭터와 남성 캐릭터

1929년, 버지니아 울프는 에세이 자기만의 방 (A Room of One's Own,)에서 그 시대의 문학에 대해 벡델 테스트가 나중에 최근 소설 안에서 강조할 만한 것을 관찰했다.
영화 속 젠더 묘사관련 연구는 1950년부터 2006년까지 가장 흥행한 미국 영화 855편이 여성 캐릭터당 평균 2명의 남성 캐릭터가 등장한다는 것을 보여주었는데, 이 비율은 이후에도 유지되고 있다. 여성 캐릭터는 남성 캐릭터보다 2배 이상 섹스에 관여하는 것으로 밝혀졌고, 노골적인 성적 장면의 비중이 시간이 지날수록 높아졌다. 갈수록 여성, 남성 캐릭터의 폭력 역시 증가했다.
2014년 지나 데이비스 미디어 젠더 연구소 (Geena Davis Institute on Gender in Media)의 연구에 따르면, 2010년부터 2013까지의 전세계에서 제작된 120편의 영화들 중에서, 이름을 가진 인물의 31%만이 여성이었고 주인공이나 공동주인공 중 23%가 여성이었다. 여성 감독은 전체의 7% 이었다. 2007년부터 2014년까지 최고 흥행작 700편을 살펴본 또 다른 연구는 대사가 있는 등장인물 중 30%만이 여성이라는 것을 발견했다. 2016년 상업적으로 성공한 2,005편의 각본을 분석한 결과, Hanah Anderson and Matt Daniels 은 여성이 대사 비중이 가장 많은 역을 맡은 작품은 전체의 22%인 반면, 82%에서 대사가 많은 등장인물 3명 중 2명을 남성이 차지했다.

### 기준 및 변형
벡델 테스트라고 알려진 이 요건은 1985년 앨리슨 벡델의 '경계해야 할 레즈비언(Dykes to Watch Out For.)'에서 처음 등장했다. "The Rule"이라는 장에서, 미래의 주인공 모(Mo) 와 진저(Ginger)를 닮은 두 여성들은 영화에 대해 토론하고 한 여성이 그는 영화가 다음과 같은 요건을 충족할 때만 그것을 관람한다고 설명한다.
1. 이름을 가진 여성 캐릭터를 최소 2명 포함할 것
2. 그 둘이 서로 이야기를 나눌 것
3. 남성에 대한 것 이외에 다른 대화를 나눌 것.[8][9][10]

다른 주인공은 이런 요건들이 꽤 엄격하지만 좋다는 것을 인정한다. 그들의 요구 조건에 맞는 영화를 찾지 못하고 그들은 집으로 향한다.
또한 이 테스트는 "벡델-월러스 테스트(Bechdel–Wallace test)", "벡델 규칙(Bechdel rule)", "벡델의 법칙(Bechdel's law)", 또는 "모 영화 측정(Mo Movie Measure)"으로 언급되오고 있다. 벡델 테스트에 대한 아이디어는 친구이자 가라테 연습 파트너 리즈 월리스(Liz Wallace)에게서 차용했다. 벡델은 윌리스가 버지니아 울프(Virginia Woolf)의 에세이 '자기만의 방(A Room of One's Own.)'에서 영감을 얻었다고 확신했다.
몇 가지 테스트에 대한 변형이 제안되었다. 예를 들어, 두 여성 캐릭터는 이름을 가지고 있어야 한다거나, 최소한 60초 이상의 대화를 해야 한다.벡델 테스트는 또한 컴퓨터 분석 접근법으로부터 학문적인 관심을 끌어 모았다. 2018년 6월, 옥스퍼드 영어사전에 '벡델 테스트'라는 용어가 추가되었다.
네다 울라비 (Neda Ulaby)에 따르면, 벡델 테스트는 " 화면 상에 여성이 몇명이나 나오는지뿐만 아니라 그들의 서사가 얼마나 깊은지, 또 그들의 관심의 범위 등 대중문화가 놓치고 있는 것을 표현하고 있기 때문에" 공감을 불러일으킨다. 딘 스페이드(Dean Spade)와 크레이크 윌스(Craig Willse)는 다른 어떤 관계보다 여성과 남성의 관계, 테스트에 대해 "미디어가가 어떻게 유해한 성별 규범을 강요하는 지 비판하는 것"이라고 설명했다."언어표현이 다른 어떤 관계보다 남성과의 관계를 더 많이 묘사함으로써 어떻게 해로운 성별 규범을 강요하는지에 대한 설명"이라고 묘사했으며, 남성과 관련된 한 여성의 삶은 중요한 것이라고 말했다.

### 영화 및 텔레비전 산업에서의 활용
벡델에 따르면 본래 "대안 페미니스트 신문의 작은 레즈비언 농담"으로 의미되던 이 테스트는 2010년대에 주류 비판으로 옮겨갔고, " 페미니스트 비평가들이 텔레비전, 영화, 책 및 기타 미디어를 판단하는 기준"이 되었다.2013년, 인터넷 문화 사이트 데일리닷(The Daily Dot)은 “영화가 여성 친화적인지 알아보는 일종의 약칭”이라고 설명했다. 언론에서는 퍼시픽 림 (Pacific Rim) (2013)과 같이 할리우드 대형 프로덕션이 이 테스트를 통과하지 못한 것에 대해 심도있게 다뤄졌다. 2013년 스웨덴 영화관 4곳과 스칸디나비아 케이블 텔레비전 채널인 바이사트 필름(Viasat Film)은 스웨덴 영화 협회(Swedish Film Institute)의 지원을 받아 벡델 테스트를 그들의 등급 기준에 포함시켰다.
2014년, 유럽 영화 기금 Eurimages는 양성평등에 관한 정보를 얻기 위한 노력의 일환으로서 벡델 테스트를 제출 요건에 통합했다. 이는 “독자이 제공할 대본에 대한 벡델 분석”을 요구한다.
2018년, 시나리오 작성을 위한 소프트웨어 개발자들은 작가들이 젠더 표현을 위해 대본을 분석할 수 있는 기능을 통합하기 시작했다.

## 적용
벡델테스트는 영화뿐만 아니라 비디오 게임, 만화 등 다른 매체에도 적용됐다. 극장에서 영국 배우 베스 왓슨(Beth Watson)은 2015년에 테스트를 통과한 연극을 조명하는 '벡델 극장(Bechdel Theatre)' 캠페인을 시작했다.

### 통과 및 불통과 비율
웹사이트 bechdeltest.com는 사용자들이 테스트 통과 여부에 따라 6,500여 편의 영화를 분류한 데이터 베이스로, 여성들 캐릭터가 이름을 가지고 있어야 한다는 추가 요건이 있다. 2015년 4월까지 이 영화들 중 58%는 3개 요건을 모두 통과했고, 10%는 1개, 22%는 2개, 10%는 3개 모두를 통과하지 못했다.
연예 주간지 Entertainment Weekly의 마크 해리스는 이 테스트를 통과하는 것이 필수였다면 2009년 아카데미 최우수 작품상 후보에 오른 작품 절반이 위험했을 것이라고 한다. 뉴스 웹사이트 Vocativ는 2013년 최고 흥행작들 중 대략 절반만이 벡델 테스트를 통과했다고(일부 작품은 의심스럽지만) 전했다.
작가 찰스 스트로스 (Charles Stross)는 대략 영화의 절반이 통과하는 것은 여성 캐릭터가 결혼이나 자식에 대해 이야기 하기 때문이라고 지적했다. 테스트에 통과하지 못한 작품들은 여성을 겨냥하거나 두드러지는 여성적인 캐릭터를 특징으로 하는 작품들을 포함한다. TV 시리즈 섹스 앤 더 시티(Sex and the City)는 4명의 여성 주인공 중 한명이 “어떻게 이렇게 똑똑한 여자 4명이 남자친구 외에는 할 말이 없어?”라고 말함으로써 스스로 테스트에 통과하지 못함을 인정하고 있다.

### 경제적 측면
여러 분석을 통해 벡델 테스트 통과가 영화의 경제적 성공의 지표라는 것을 알 수 있다. Vocativ의 저자들에 따르면, 2013년 미국에서 테스트를 통과한 영화는 총 42 억 2 천만 달러를 벌어들인 반면 그렇지 않은 영화는 총 26억 6천만 달러를 벌었으며 할리우드가 돈을 벌기 위해서는 더 많은 여성들을 출연시켜야 한다는 결론을 내릴 수 있다. FiveThirtyEight 보관됨 2020-12-12 - 웨이백 머신가 1990년부터 2013년까지 개봉한 약 1,615 편의 영화를 바탕으로 2014년 발표한 연구 결과에 따르면 시험에 통과한 영화의 예산의 중앙값은 다른 영화보다 35% 낮았다. 이 연구는 미국에서 테스트를 통과한 영화들이 그렇지 않은 영화들에 비해 투자 수익률(ROI)이 높았으며, 국제적으로도 동일한 결과라고 밝혔다.
2018년 창조예술진흥원(Creative Artists Agency)과 Shift7은 2014년에서 2017년 최고 흥행작 350편의 예산과 수익을 분석했다. 그들은 여성이 주도했던 영화들이 재정적으로 다른 영화보다 뛰어나며, 벡델 테스트를 통과한 영화들이 (분석한 영화의 60%) 상당히 우수하다는 결론을 내렸다. 또한 2012년 이후 10억 달러 이상의 수익을 낸 영화들은 모두 이 테스트를 통과했다고 언급했다.

### 해명
많은 영화들이 벡델 테스트에 통과하지 못하는 이유에 대한 해명에는 ‘셀룰로이드 천장 (celluloid ceiling)’이라 불리는, 대본 작가와 다른 영화 전문가 사이의 성 다양성의 부족이 있다. 2012년 미국에서 상업적으로 가장 성공한 영화 100편 이면에 감독, 작가, 제작자 6명 중 1명의 여성이 있었다.
2017년 미국 보수 잡지 내셔널 리뷰(National Review)에서 영화 평론가 카일 스미스(Kyle Smith)는 벡델 테스트의 결과에 대한 이유로, “할리우드 영화가 사회 극단에 있는 남성 경찰, 범죄자, 슈퍼 히어로 등에 관한 것이기 때문”이라고 했다. 그에 따르면, 남성에 의해 이러한 영화가 계속해서 만들어지는 이유에 대해 “여성들의 영화에 대한 아이디어는 대부분 관계에 관한 것이고 이는 할리우드에서 상업성을 띄지 못하기 때문”이라고 밝혔다. 그는 벡텔테스트가 무의미하다고 생각했다. 스미스의 기사는 맹렬한 비판을 받았다. Alessandra Maldonado와 Liz Bourke는 J. K. 롤링(J. K. Rowling)과 마거릿 애트우드(Margaret Atwood), 그리고 응네디 오코라포르(Nnedi Okorafor)를 반례로 들어 여성 작가가 대단한 영화적 아이디어를 내지 않는다는 스미스의 주장에 반박했다.

## 한계
벡델 테스트는 여성이 작품에 얼마나 등장하는지 여부만을 표시한다. 작품이 테스트를 통과하더라도 여전히 성차별적인 내용을 담고 있으며, 유명한 여성 캐릭터가 두드러진 작품이 테스트를 통과하지 못하기도 한다.
테스트에 통과했는지 여부에 대한 정량적인 분석에서, Faith Lawrence는 테스트가 얼마나 엄격하게 적용되는지에 따라 테스트의 결과가 결정된다고 말했다. 예를 들어, 다른 주제를 언급하는 대화에서 언제라도 남성이 언급되면, 테스트 통과 여부가 모호해진다는 것이다. 또한, 대화의 시작과 끝을 어떻게 정의하느냐도 관건이다.

## 비판
영화 비평이 증가하면서, 벡델 테스트는 작품의 질을 고려하지 않는다는 비판을 받았고 일부는 모든 영화를 페미니스트의 신조에 맞추려는 악의적인 음모로 간주하기도 했다. 앤디 자이슬러(Andi Zeisler) 에 따르면, 이러한 비판은 원래의 의도보다 테스트의 유용성이 증대되었다는 문제를 포함한다. 그는 벡델 테스트에 대해 페미니즘 영화를 판단하는 기준이 아니라, 문화적 지표라고 표현했다. 자이슬러는 테스트에 통과하는 작품이 페미니즘 작품이라고 가정하는 것은 창작자들이 테스트에 합격할 정도로만 캐릭터를 설정하고 대본을 작성하도록 부추길 수 있으며, 일반적인 줄거리를 벗어난 여성의 실질적인 표현은 배제될 수 있다고 지적했다. 비평가 Alyssa Rosenberg는 벡델테스트가 또 다른 엔터테인먼트 산업에서의 눈속임이 될 수 있다고 우려했다.
영화 평론가 Robbie Collin 은 개별 작품의 테스트 통과여부보다 잘 묘사된 여성 캐릭터가 없다는 근본적인 문제가 담론의 주제가 되어야 할 것을 주장했다. FiveThirtyEight의 작가 Walt Hickey는 테스트는 영화의 젠더 평등을 측정하지 못하며, 통과한다고 해서 서사의 질, 여성 역할의 중요성 깊이를 보장할 수 없다고 지적하면서도 현존하는 영화 속 성평등에 대한 테스트 중에서는 최고라고 말했다.
Nina Power는 소설이 여성을 대표할 의무가 있는지, 그리고 여성을 현실적으로 표현할 의무가 있는지 의문을 제기하였다. 또한 그는 현실의 삶이 벡델 테스트를 얼마나 통과하는지, 소설이 그것에 어떤 영향을 끼쳤을지 정의되어야 한다고 주장했다.

## 파생 테스트
벡델 테스트의 부분적인 한계로 인해 페미니스트와 반인종차별주의 비평가, 그리고 팬들은 작품 평가 기준을 만들게 되었다. FiveThirtyEight가 실시한 인터뷰에서, 텔레비전과 영화 산업의 여성들은 더 많은 여성들, 더 좋은 이야기들, 스크린 뒷편의 여성들, 그리고 더 많은 다양성을 포함하는 테스트들을 제안했다.

### 젠더와 소설에 대한 테스트

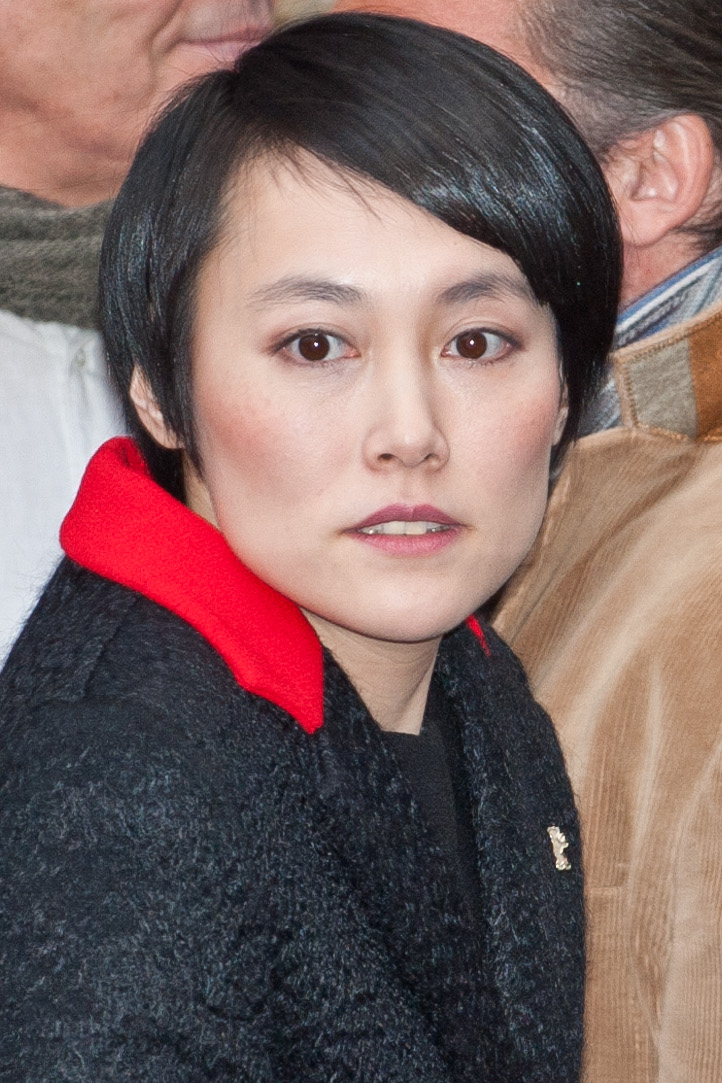
키쿠치 린코(사진)가 연기한 퍼시픽림 캐릭터 마코모리는 대안 테스트에 영감을 주었다.

텀블러 사용자 Chaila가 공식화한 마코 모리 테스트는 2013년 영화 '퍼시픽 림'의 유일한 여성 캐릭터의 이름을 딴 것이다. 마코 모리 테스트는 여성 캐릭터가 남성의 이야기를 뒷받침하는 것이 아닌 자신의 서사를 가지고 있는지 따져보는 테스트이다. 만화 작가 Kelly Sue DeConnick은 '섹시 램프 테스트'를 제안했는데, 그는 영화 속 여성 캐릭터를 섹시한 램프로 대체해도 아무 이상이 없다면 다른 대본이 필요하다고 설명했다.
런던 스핑크스 극단의 스핑크스 테스트는 여성 캐릭터와 다른 캐릭터의 상호작용을 묻는 것은 물론, 여성 캐릭터가 얼마나 두드러지게 등장하는 지, 그들이 얼마나 능동적이고 적극적인지, 그리고 그것들이 전형적인 방식으로 그려지지 않는지 질문한다. 2014년 기준 연극 캐릭터의 37%가 여성을 위한 것이라는 연구 결과에 응하기 위해 구상되었다. 이는 연극 제작자가 더 나은 여성 캐릭터를 만드는 것에 대해 생각하도록 장려하기 위해 고안되었다.
영화 평론가 MaryAnn Johanson가 개발한 요한슨 분석은 영화속 여성의 묘사를 평가하는 방법을 제공한다. 영화 평가를 위해 개발됐지만. 책이나 여타 미디어에서도 사용할 수 있다. 요한슨 분석은 표현 기준에 따라 점수를 더하고 빼는 것으로 구성되어있다. 이는 여성의 기본적인 여성에 대한 표현, 여성 기관, 권력과 권위, 남성의 시선, 그리고 젠더와 성 정체성 등을 포함한 기준으로 매체를 평가한다. 그의 2015년 연구에서는 2014년에 개봉한 모든 영화와 2014년과 2015 오스카상 후보에 오른 영화들에 대한 통계를 산출했다. 또한 그는 여성이 잘 표현될 경우의 영화 수익성에 대한 결론을 이끌어내기도 했다.

### 젠더가 아닌 다른 특성에 대한 테스트

#### 성 정체성
비정부 기구 GLAAD가 만든 ‘비토 루서 테스트 (Vito Russo test)’는 여화 속 LGBT 캐릭터 표현을 위한 테스트이다. 이 테스트는 다음과 같은 질문을 한다. 이 영화에는 LGBT임을 인지할 수 있는 LGBT 캐릭터가 등장하는가, LGBT 캐릭터가 성적 지향이나 성 정체성에 의해서만 주로 정의되는 것이 아니라 서사에 중요한 역할을 미칠 수 있도록 설정되어 있는가.

#### 유색 인종
TV 비평가 Eric Deggans가 제안한 테스트는 인종이라는 주제와 관련없는 영화에 적어도 두명 이상의 비백인 캐릭터가 등장하는지 묻는 테스트이다. 비슷하게 작가 Nikesh Shukla는 “두 소수 인종이 5분이상 인종 이외에 다른 주제로 대화를 하는지” 여부를 묻는 테스트를 제안했다.
뉴욕타임스의 영화 평론가 Manohla Dargis는 2016년 1월 ‘DuVernay test (감독 Ava DuVernay의 이름에서 유래)’ 을 제안하면서 아프리카계 미국인을 비롯한 소수 인종이 백인 이야기를 배경으로 하는 것이 아닌 그들의 삶을 온전히 실현했는지” 여부를 물었다.
요한슨 분석은 유색인종 여성에 대한 평가를 포함하고 있다.

### 논픽션에 대한 테스트
벡델 테스트는 논픽션에서의 젠더 관련 테스트에도 영감을 주었다. npm의 CTO인 Laurie Voss는 소프트웨어에 대한 벡델 테스트를 제안했다. 여성 개발자의 함수가 다른 여성 개발자가 작성한 함수를 포함할 경우, 소스 코드는 이 테스트를 통과한다. 미국 정부기관 18F가 이 기준에 따라 그들의 소프트웨어를 분석한 후 이것이 보도되기도 했다.
벡델 테스트는 또한 저널리스트가 과학분야의 여성에 대한 기사를 쓸 때 성 불평등을 피하도록 하는 핑크베이너(Finkbeiner) 테스트에 영감을 주었다

## 관련 작품
- 델마와 루이스
- 겨울왕국
- 헝거 게임 (영화 시리즈)
- 바람과 함께 사라지다
- 페르세폴리스 (영화)
- 귀향 (2006년 영화)
- 가장 따뜻한 색, 블루
- 벌새 (영화)